# متصفح يوسي
متصفح يوسي (بالإنجليزية: UC Browser)‏ هو متصفح ويب للهواتف المحمولة طور من قبل UCWeb (عرفت سابقًا باسم UC Mobile). أُصدر عام 2004 كتطبيق للجافا فقط، وقد حدثت به تغيرات هائلة على مر السنين. في عام 2010، قدمت تطبيقها الأول لأجهزة آي أو إس في آب ستور. وهو الآن متاح على أنظمة تشغيل مختلفة تتضمن أندرويد، آي أو إس، ويندوز فون، سيمبيان، جافا، وبلاك بيري.
القائمون على المتصفح يدعون أنه يستطيع تحميل محتوى الويب أسرع بسبب تكنولوجيا التسريع السحابي، ويتكيف بذكاء في ظل بيئات مختلفة لشبكات الإنترنت، ويدعم تحميل صيغ ملفات متعددة. بالإضافة إلى ذلك، UC Browser قدم تطبيقات ويب إتش تي إم إل 5، المزامنة السحابية، ونظام الإضافات المخصصة من خلال منصة UC+ المفتوحة.
بقاعدة مستخدمين ضخمة في الصين، باعتماد قوي في الهند ونمو مستمر في الأسواق الإقليمية الناشئة، UC Browser وصل إلى 400 مليون مستخدم حول العالم في نهاية 2012.

## إستراتيجية التعريب
الشركة أعلنت إستراتيجيتها "Going Glocal" في عام 2012. بتزويد نسخ مختلفة ب الإنجليزية، الروسية، الإندونيسية، الفيتنامية، العربية والمزيد. الشركة تأمل ان تقدم خدمة أفضل قاعدة مستخدميها المتزايدة باستمرار حول العالم. وأيضا، الشركة لديها ميزة الخادم الخاص بها الذي يمكن المتصفح من إعطاء محتويات مخصصة للمستخدمين حول العالم. بجانب المسائل التقنية فان الشركة ترجع إلى المصممين والمختصين المحليين لتلبية الأذواق والثقافات المحلية، وفقا لما قاله رئيس مجلس الإدارة يونجفو يو. شعار UC Browser تم إعادة تصميمه في ديسمبر 2012، من رسمة كرتونية على شكل سنجاب إلى شعار أكثر تجريدا وجمالا يتفق بشكل أكبر مع التصميمات الأمريكية.

## الشراكة البيئية
UCWeb قامت بتخصيص متصفحها لمستخدمي فودافون بالهند في مايو 2013.
في مايو 2013، قامت UCWeb بالإعلان عن شراكة مع تريند ميكرو. في ظل هذا التعاقد، كلا الشركتين سيعملون على تقديم تقييمات السلامة لويب المحمول في المتصفح.
في أغسطس 2013، UC Browser قدمت قنوات توزيع للشركات مثل مبادرة AppURL.
في أغسطس 2013، مع موزعين حصريين، جيم لوفت رخصت لناشرين صينين مثل UC Browser، مما يعطي UC Browser الحق في البيع للسوق.

## الجوائز
- جائزة اختيارات القراء عام 2011: عن أفضل متصفح للمحمول (غير ايباد أو ايفون) من موقع About.com
- جائزة اختيارات القراء عام 2012: عن أفضل متصفح للأندرويد من موقع About.com
- أكثر متصفحات الأندرويد تحميلا في جوجل بلاي بالهند
- اختيار 400 مليون مستخدم حول العالم، بالتأكيد UC Browser هو أشهر متصفح إنترنت حول العالم.
- Red Herring 2012 Asia Top 100 Awards

## المميزات الجديدة
1. منصة إضافات: أضف الإضافات للحصول على تجربة تصفح إنترنت بالطريقة التي تناسبك.
2. قراءات سريعة مطورة: استمتع بتصميم جديد للقراءات السريعة، يجلب لك قراءة أفضل ودعم القراءة حتى بدون إتصال بالإنترنت.
3. تحميل مسبق للصفحات: وفر الوقت بالحصول على الصفحة التالية محملة مسبقا.
4. التحميل في الخلفية: ابق على تحميلاتك تعمل حتى بعد الخروج من المتصفح.

## وصلات خارجية
- الموقع الرسمي